# Crowelin (Wüstung)
Der Crowelin ist eine Wüstung auf einer nach ihm benannten Feldmark in der Gemeinde Gützkow im Nordwesten des Landkreises Vorpommern-Greifswald.

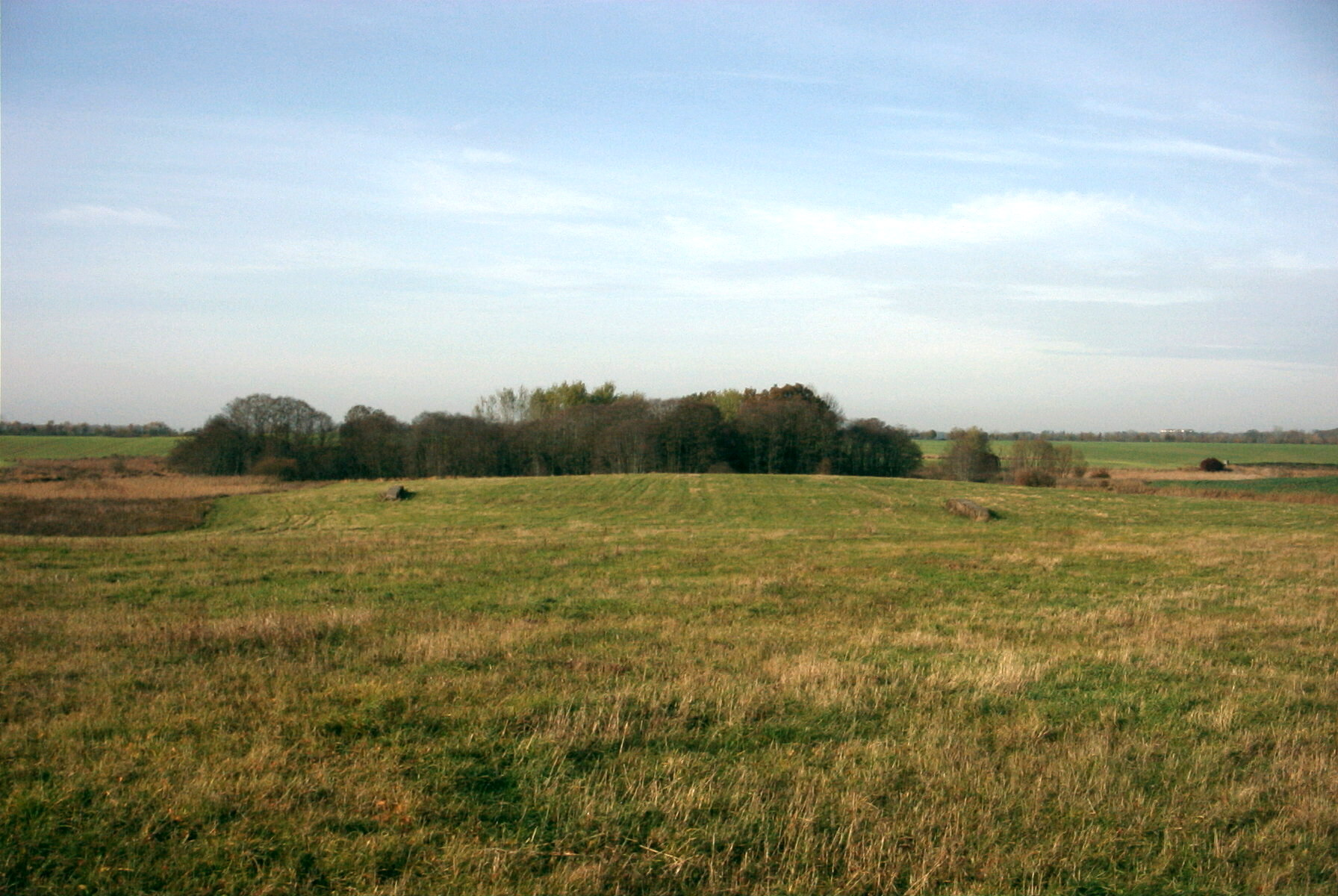
Die Wüstung Crowelin – vorne, hinten im Wäldchen – Burg Stüer

## Geografie
Der Crowelin liegt 1,25 km nördlich von Gützkow und wird begrenzt von dem Dargeziner Bach, auch Krowelinsbach genannt, und dem Fritzower Damm, verlängert mit der jetzigen Kreisstraße 13 bis Fritzow, auf dessen Feldmark der Crowelin endet. Die Feldmark liegt zwischen 12 und 28 m über NHN hoch und ist teilweise durch Bach- und Wiesensenken zerschnitten.

## Geschichte
Eine ältere Besiedlung des Gebietes wird durch archäologische Befunde und Funde dokumentiert, so eine neolithische (3500 bis 1700 v. Chr.) Trogmühle und Reste von zwei slawischen Siedlungsarealen (Keramik, Siedlungsgruben und Feuerstellen). Dazu kommt eine frühdeutsche (1230 bis 1400) Turmhügelburganlage, die gut erhalten ist.
Die Wüstung und die Feldmark sind unter mehreren Namen genannt: Krogelin, Kroglin, Kröglin, Krauelin, Kraugelin, Krauglin und die urkundliche Fassung Crowelin mit ihrer modernisierten Benennung Krowelin.
Die ersten Hinweise erfolgen 1330, als Lippold von Behr als Vogt von Graf Johann III. von Gützkow auf dem Crowelin eingesetzt wurde. Lippold nannte sich zu dieser Zeit „Lyppoldo de Gutsekow, milites“.
Die erstmalige urkundliche Nennung des Crowelin erfolgte am 21. Dezember 1336, als sich der Vogt der Gützkower Grafen Lyppoldo de Crowlin dictis Beren militibus nannte.
Am 29. August 1353 wurde in der Bewidmung für die Stadt Gützkow durch Graf Johann III. von Gützkow wiederum ausdrücklich der Hof Crowelin mit „curiam dictam Crowelin“ genannt.
Der Sitz des Vogtes Lippold von Behr und seiner Nachfolger einschließlich seines Sohns war die „Stüer Gützkow“ genannte Turmhügelanlage, die Teil der ihr östlich vorgelagerten Siedlung und des Meierhofes, der jetzigen Wüstung Crowelin, war.
Dieses „Stüer Gützkow“ bildete Grundlage für einige Legenden, nach denen die dort wohnenden Behrs sich gegen die Grafen von Gützkow gewandt hätten und mit der Turmhügelburg die Burg Gützkow „stören“ oder „steuern“ (beides volksetymologische Auslegungen im Plattdeutschen) wollten. Dem steht entgegen, dass die Grafen Lippold in Urkunden „ihren lieben Vogt“ nennen. Außerdem gibt es in Pommern mehrere gleichartige Flurnamen, deren Bedeutung mit Vorfeldstörer, also Vorposten für eine Burg oder Stadt, beschrieben wird.
1356 bekundete Graf Johann III. am 10. Februar, dass sein Vasall Henning Owstin den Hof Crowelin mit sechs Hufen und allem Zubehör an sechs Gützkower Bauern (namentlich genannt) vor dem Pleban der Gützkower Kirche per Erbpacht aufgelassen hatte. In der Urkunde ergibt sich ein Widerspruch, denn gleichzeitig vermachte der gräfliche Vasall Winterfeld der Gützkower Kirche die Ländereien.
Inzwischen sind sowohl die Siedlung und der Meierhof als auch die Turmhügelburg aufgelassen und wüst. Lediglich das Ackerstück wurde sowohl in den Akten der Pommerschen Evangelischen Kirche als auch in den Liegenschaftskarten als „Crowelin“ (in unterschiedlichen Schreibweisen) als auch „die Blöcke am Crowelin“ genannt.
1501 bestätigte Herzog Bogislaw X. der Gützkower Kirche den Besitz des Crowelin. Es ist ein Transsumpt für die Urkunde von 1356.
Im Visitationsprotokoll der Gützkower Kirche von 1671 wurde der Crowelin als Kirchenacker genannt.
Auf Veranlassung des Generalsuperintendenten und Plebans von Gützkow, Albert Sigismund Jaspis, wurde zwischen 1856 und 1859 eine Urbarmachung des Crowelin veranlasst. Dabei wurden Unland urbar gemacht, Wege angelegt und Gräben erneuert, Bäume und Hecken wurden angepflanzt. Die Neuvermessung ergab 561 preußische Morgen. Anschließend erfolgte eine Neuverpachtung.
Die Pacht des Crowelin an Gützkower Bauern wurde 1952 aufgelöst und der Crowelin wurde unter dem Namen „Pastorhof“ in Eigenverwaltung der Kirchgemeinde übernommen. Damit bildete des Flurstück einen Sonderbetrieb in der DDR-Landwirtschaft.

## Sehenswürdigkeiten
- Turmhügelburg „Stüer Gützkow“ als Bodendenkmal seit 1955